# 神納照美
神納 照美 （じんのう てるみ、1899年（明治32年）8月4日 - 1987年（昭和62年）9月14日）は、トロンボーン奏者、指揮者であり、日本吹奏楽指導者協会会長、日本国民音楽振興財団（現日本音楽財団）副会長、東海吹奏楽連盟理事長、中部日本吹奏楽連盟理事長、全日本吹奏楽連盟副理事長を務めた。

## 経歴
明治32年(1899年)、愛知県東加茂郡(現豊田市)に生まれる。大正8年(1919年) 陸軍戸山学校を卒業し、軍楽隊で活動する。大正13年(1924年)に愛知に戻り、大正14年(1925年)から名古屋市教育部社会教育課に勤務しながら、市青年音楽隊の組織、音楽協会やボーイスカウト連盟の創立等の文化事業に貢献する。昭和4年(1929年)から東邦商業学校(現東邦高等学校)の教師となり、健児音楽隊(吹奏楽部)を創設する。昭和9年(1934年)アマチュアーブラスバンド東海連盟(現 東海吹奏楽連盟)を設立し、理事長を務める。昭和10年(1935年) 日本で初めての吹奏楽コンクールとなる「吹奏樂競演會」を開催する。昭和14年(1939年)から朝日新聞名古屋本社に勤務する。昭和15年(1940年)11月23日 第1回全日本吹奏樂競演會 紀元二千六百年奉祝 集團音楽大行進並大競演會(現全日本吹奏楽コンクール)では、審査委員を務める。昭和17年(1942年)11月23日 第3回大会 大日本吹奏樂大會では、東邦商業学校(現東邦高等学校)の指揮者を務め、吹奏楽 学生部で同校を第1位に導く。昭和29年(1954年)11月14日 全日本吹奏楽連盟を設立し、副理事長に就任する。昭和31年(1956年) 中部日本吹奏楽連盟を設立し、理事長に就任する。昭和36年(1961年) 中部吹奏楽指導者協会を設立する。昭和45年(1970年)から昭和50年(1975年)まで日本吹奏楽指導者協会(JBA)第4代会長、昭和49年(1974年)3月から昭和62年(1987年)9月まで日本国民音楽振興財団(現日本音楽財団)副会長等の要職を務め、日本の吹奏楽の発展に寄与した。昭和63年(1988年)、逝去。

## 主な受賞
- 昭和38年(1963年) - 第12回中日社会功労賞(中日新聞)
- 昭和49年(1974年) - 勲五等双光旭日章(内閣府)

## エピソード
神納は昭和11年（1936年）に結成されたプロ野球チームの名古屋軍（現在の中日ドラゴンズ）公式応援団結成に当たり同年3月19日に発表された「名古屋軍応援歌」（作詞：古田昴生）の作曲者と推定されている。戦後の改題を経て現行使用され続けている「阪神タイガースの歌」（作詞：佐藤惣之助、作曲：古関裕而）は同年3月25日発表であり「名古屋軍応援歌」の方が1週間ほど早く発表されたため、日本野球機構（NPB）の現存12球団で最古の楽曲とされるものの、楽譜は散逸しており歌詞しか伝わっていない。